# Barbanera
Eduard Teach (o Thatch), meglio noto come Barbanera (in inglese: Blackbeard) (Bristol, 1680 circa – Ocracoke, 22 novembre 1718) è stato un pirata inglese che operò nel Mare dei Caraibi per un breve periodo fra il 1716 e il 1718, all'apice della cosiddetta età d'oro della pirateria.
Barbanera è forse il pirata più celebre che si ricordi, ma al contrario dei numerosi stereotipi che nel corso dei secoli sono stati costruiti attorno alla sua figura, non fu il più crudele e il più violento pirata del suo tempo, preferendo piuttosto una violenza moderata e psicologica. Il suo attento e deliberato uso del terrore, anche tramite la sua immagine, contribuì a far nascere in meno di due anni una leggenda che sarebbe durata per secoli.

## Biografia

### Primi anni
Gli storici hanno molto discusso su quale fosse il vero cognome del pirata: sarebbe Teach secondo la maggior parte, ma vi è chi sostiene che si chiamasse in altri modi, tra cui Thatch, Thach, Thack, Drummond o Dirmmon.
Anche se poco si sa circa la sua vita, secondo alcune fonti si pensa che Eduard Teach sia nato a Bristol, in Inghilterra, o a Port Royal, in Giamaica, secondo altre. Fu un marinaio su una nave corsara durante la guerra di Successione Spagnola, nota in America come guerra della regina Anna, prima di stabilirsi nell'isola bahamiana di New Providence, base del capitano pirata Benjamin Hornigold, alla cui ciurma Teach si unì nel 1716.

### Carriera da pirata
Hornigold lo pose al comando di uno sloop che aveva catturato in precedenza, e i due si distinsero insieme in atti di pirateria. Insieme ad Hornigold, Barbanera assaltò circa 20 navi in 18 mesi. Celebre è anche l'alleanza di Barbanera con il pirata Stede Bonnet, che tuttavia alla fine si rivelò fatale per Bonnet: Barbanera si rese conto della sua inesperienza come pirata e decise di passare alla guerra psicologica, assumendo anche il comando della nave di Bonnet, la Revenge. Teach e Bonnet catturarono diversi vascelli lungo la costa orientale del Nord America. Il 28 novembre 1717, tornato nei Caraibi, Barbanera s'impossessò in particolare di un vascello proveniente dalla Guyana francese, La Concorde, per ribattezzarlo Queen Anne's Revenge ed equipaggiarlo con 40 cannoni, facendone così la sua ammiraglia e cedendo il comando della Revenge di Bonnet a un membro della sua ciurma, un certo Richards.
Il numero dei seguaci aumentò ulteriormente con la cattura di altre due navi da aggiungere alla flotta pirata, una delle quali passò poi in comando a Stede Bonnet, ma sul finire del 1717 Hornigold decise di ritirarsi dalla pirateria, prendendo con sé due vascelli a uso personale.
Barbanera divenne così un rinomato pirata, il cui soprannome era derivato dalla sua barba lunga, nera e intrecciata, che gli conferiva un aspetto inquietante assieme alle finte micce che si faceva accendere sotto il cappello a inizio di ogni battaglia per incutere terrore ai suoi nemici. Oltre ad arrembare le navi in alto mare, Barbanera assaltò porti in diverse regioni, fra cui Turkill, Grand Cayman, le Bahamas e la Carolina.

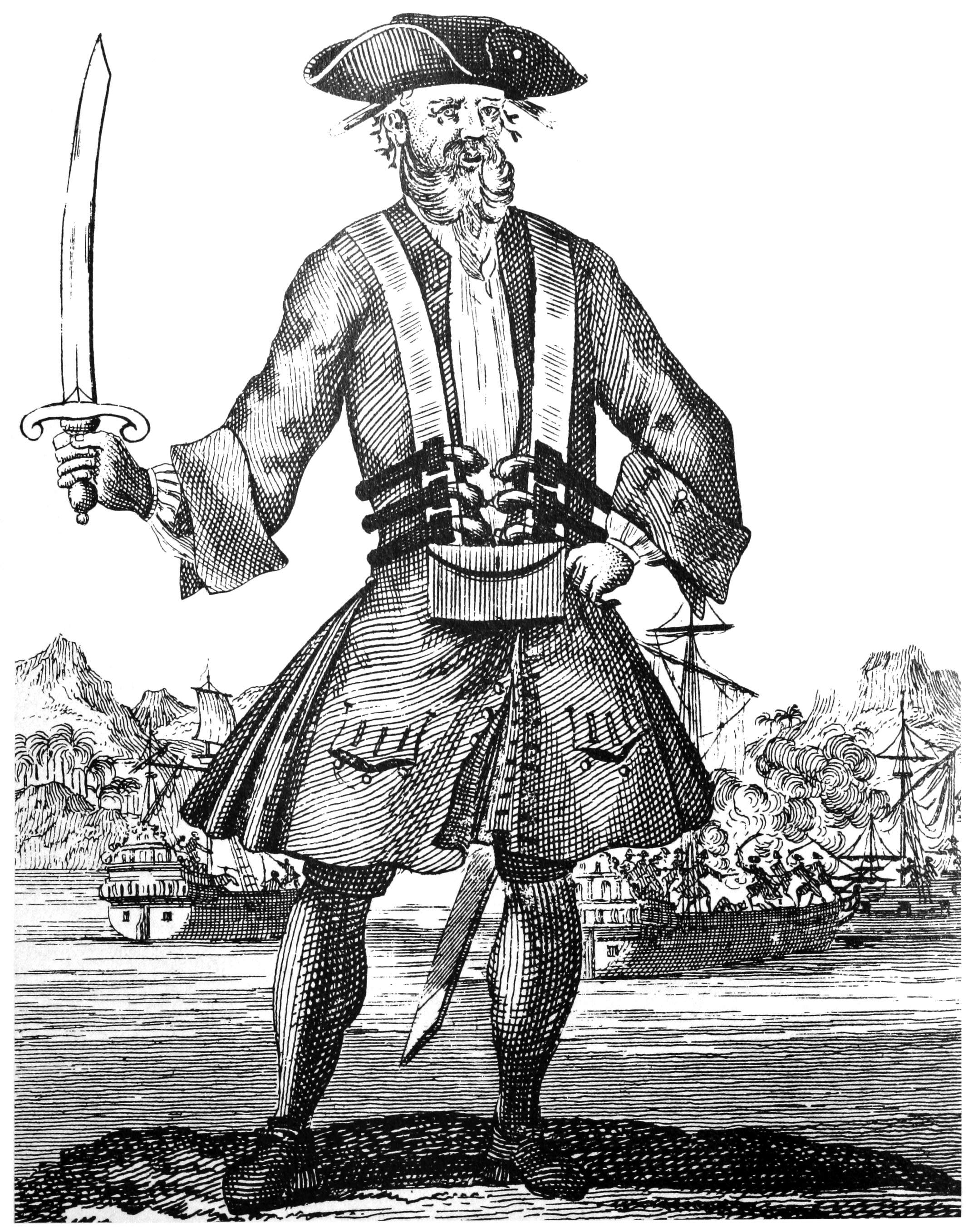
Barbanera in un'illustrazione del libro Storia generale dei pirati del capitano Charles Johnson

Nel marzo del 1718 Eduard Teach catturò uno sloop giamaicano, chiamato Adventure, sotto il comando del capitano David Herriott, lungo le coste dell'Honduras. Barbanera invitò Herriott e i suoi uomini ad unirsi a lui, proposta che Herriott accettò. Teach equipaggiò l'Adventure con alcuni dei suoi pirati, ponendo il suo primo ufficiale Israel Hands al comando dello sloop. Al largo di Cuba, Teach catturò uno sloop spagnolo da poco uscito dal porto dell'Avana, aggiungendolo alla sua flotta pirata. I pirati navigarono poi nuovamente verso nord lungo la costa della Florida in cerca di ciò che rimaneva del bottino della flotta spagnola del tesoro del 1715, naufragata tre anni prima a causa di un uragano. Barbanera e i suoi non trovarono quasi nulla, poiché la maggior parte del tesoro era già stata in parte recuperata dagli spagnoli e in parte razziata dai pirati Henry Jennings e Charles Vane.
Nel maggio 1718 bloccò il porto di Charleston, nella Carolina del Sud: in quell'occasione catturò un amministratore della città con il figlio di quattro anni e chiese come riscatto dei medicinali per la sua ciurma. Nel giugno dello stesso anno, Edward Teach passò poi a Beaufort, nella Carolina del Nord, dove fu costretto ad abbandonare la Queen Anne's Revenge dopo che questa si era arenata sulla spiaggia. Teach rimase quindi al comando dello sloop Adventure. 
Nei mesi successivi Eduard Teach si stabilì nella città di Bath, nella Carolina del Nord, dove accolse il perdono che gli venne concesso da re Giorgio I d'Inghilterra. Da qui Barbanera e Bonnett presero strade diverse. Ben presto, infatti, Teach riprese la via del mare. Il 20 luglio 1718 Barbanera rifiutò l'amnistia offertagli da Woodes Rogers, governatore di Nassau e delle Bahamas. Teach trascorse poi una settimana con i pirati Charles Vane e Loperfido, i quali avevano anche loro rifiutato l'amnistia di Rogers, e insieme praticarono diversi atti di pirateria lungo la costa del Nord America.

### L'ultima battaglia

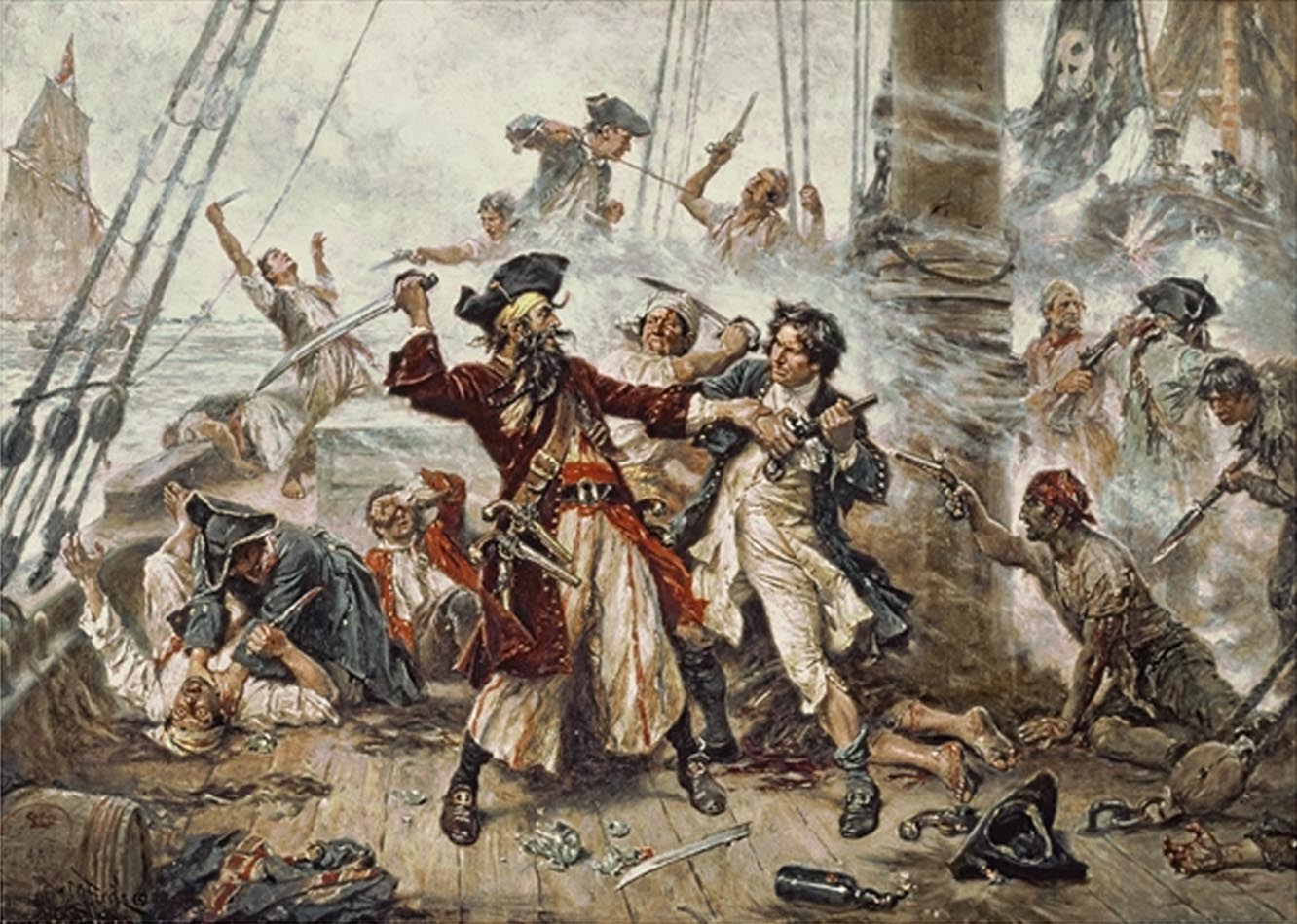
La cattura del pirata Barbanera, di Jean Leon Gerome Ferris (1920).

Il governatore della Virginia Alexander Spotswood ordinò al tenente di vascello della Marina inglese Robert Maynard di catturare Barbanera, vivo o morto. A capo di due sloop della marina, Maynard raggiunse Barbanera la sera del 21 novembre 1718 nell'insenatura dell'isola di Ocracoke, uno dei nascondigli preferiti del pirata. La ciurma di Teach era in quei giorni piuttosto ridotta, poiché 24 dei suoi pirati si trovavano con Israel Hands, primo ufficiale di Barbanera, nella vicina città di Bath. All'alba del giorno seguente Maynard attaccò Barbanera, che era al comando dello sloop Adventure. Ne seguì una sanguinosa battaglia, al termine della quale i pirati furono sconfitti e Edward Teach stesso fu ucciso combattendo. Si racconta che Barbanera non sia morto prima di aver subito 25 ferite, di cui 5 da arma da fuoco, e che il suo corpo abbia compiuto tre volte il giro della nave prima di inabissarsi. La testa mozzata del pirata venne infissa sulla punta del bompresso della nave di Maynard.
Al termine della sua carriera da pirata, Barbanera aveva catturato quasi 140 navi. Alla sua morte aveva 38 anni. Si sarebbe sposato 14 volte; l'ultima moglie sarebbe stata appena sedicenne e di origine hawaiana.

## Leggenda

Variante attribuita comunemente ed erroneamente ad Eduard Teach (Barbanera). Fonti storiche riportano varianti simili utilizzate da Edward Low, Charles Harris e Francis Spriggs.

Leader freddo e calcolatore, Barbanera preferiva all'uso della forza la possibilità di incutere terrore ai suoi nemici, facendo largo uso di una "guerriglia psicologica" e lasciando di sé un'immagine che è rimasta nell'immaginario collettivo e alle sue imprese (reali e leggendarie) si deve in gran parte lo stereotipo del "pirata cattivo" nella cultura. 

Le descrizioni fornite dalle fonti storiche suggeriscono lo stendardo di Barbanera raffigurante una "testa di morto". Si riporta inoltre a suo nome l'utilizzo della variante identica a quella utilizzata da Richard Worley.

In una occasione avrebbe fatto riempire con fuoco e zolfo la stiva della sua nave allo scopo di creare un'atmosfera infernale e avrebbe sfidato i suoi a una gara di resistenza in mezzo al fumo (ovviamente vincendo). Si dice che bevesse rum mischiato con polvere da sparo, che la sua barba fosse così lunga che egli se la attorcigliava attorno alle orecchie e che quando andava in battaglia si mettesse dei pezzi di miccia accesi sotto il cappello, in modo da essere sempre avvolto da una fitta nuvola di fumo (particolare che rendeva il suo aspetto al tempo stesso bizzarro e spaventoso). I cronisti riferiscono che Barbanera "durante le azioni indossava una fascia intorno alle spalle con appese tre paia di pistole nelle loro fondine a modo di bandoliera".
Alcune leggende riportano che la sua anima dannata sia ancora oggi costretta a vagare in corrispondenza di Ocracoke e che nelle notti di autunno (stagione in cui sarebbe stato ucciso) la si può vedere sotto forma di sfera infuocata che attraversa l’orizzonte. Secondo altre voci è invece possibile vedere il suo fantasma che si aggira per le spiagge dell’isola, vegliando su di essa come suo protettore.
Al contrario delle moderne rappresentazioni che si fanno dei pirati, egli comandò i suoi vascelli con benevolenza nei confronti dei suoi uomini e non vi sono rapporti nei quali si dice che abbia mai maltrattato o ucciso uno dei suoi prigionieri. Barbanera venne romanzato dopo la sua morte e divenne una figura ispiratrice per molti film e racconti sulla pirateria.
Nel marzo 2007 i responsabili del Queen Anne's Revenge Shipwreck Project annunciarono l'intenzione di recuperare la Queen Anne's Revenge entro tre anni, impresa mai portata a termine. La nave si trova al largo delle coste della Nord Carolina ed è attualmente coperta di coralli.

## Nella cultura di massa
Il personaggio Barbanera ricorre spesso nella letteratura, nel cinema e in altre forme di finzione; in genere viene rappresentato secondo lo stereotipo del crudele pirata, depositario di un misterioso tesoro, e maledetto al punto di riapparire, non di rado, come fantasma.
Alcune opere in cui ha un ruolo primario:
- Il pirata Barbanera (Blackbeard, the pirate, 1952) è un film d'azione diretto da Raoul Walsh e con Robert Newton nei panni del pirata. Barbanera viene mostrato alle prese col suo rivale, il Capitano Henry Morgan, nella disputa per un tesoro; avrà la meglio ma finirà affogato dai suoi stessi uomini.
- Il fantasma del pirata Barbanera (Blackbeard's Ghost, 1968) è un film Disney di Robert Stevenson, con Peter Ustinov nella parte del fantasma (fra gli altri attori, Dean Jones). Il fantasma del terribile e crudele pirata viene evocato involontariamente da un insegnante e decide di garantirsi la pace eterna, dismettendo i panni di fantasma e compiendo delle buone azioni. La stessa storia fu utilizzata da Disney anche per una storia classica di Topolino.
- Parodia del film Disney è Franco, Ciccio e il pirata Barbanera (1969) con Franco Franchi e Ciccio Ingrassia.
- Barbanera è un personaggio centrale del romanzo Mari stregati (On Stranger Tides, 1987) di Tim Powers.
- Nel manga One Piece di Eiichirō Oda Eduard Teach è fonte d'ispirazione per tre personaggi: Marshall D. Teach (soprannominato, appunto, "Barbanera"), Edward Newgate (soprannominato "Barbabianca") e Satch (il cui nome deriva dalla variante del nome Teach, ovvero Thatch).
- Nella saga Percy Jackson e gli Dei dell'Olimpo di Rick Riordan, Teach compare brevemente nel secondo libro, il Mare dei Mostri, dove attacca la maga Circe (che lo aveva precedentemente trasformato in un porcellino d'india) e poco dopo i due protagonisti. Egli è, inoltre, un semidio greco figlio di Ares, dio greco della guerra e degli spargimenti di sangue.
- Nel film Pirati dei Caraibi - Oltre i confini del mare (Pirates of the Caribbean: On Stranger Tides, 2011), che trae ispirazione dal romanzo di Powers sopra citato, Barbanera è l'antagonista principale, interpretato dall'attore Ian McShane.
- Nel videogioco Assassin's Creed IV - Black Flag, un gioco basato sulla pirateria, (2013), Barbanera è uno dei protagonisti assieme al pirata Eduard Kenway. Anche se egli viene mostrato come un personaggio spietato e giocoso al contrario della realtà. Viene anche narrata la maggior parte delle imprese presenti all'interno della sua biografia apparente nel gioco.
- Nel film Pan - Viaggio sull'isola che non c'è (Pan, 2015) Barbanera è l'antagonista principale, interpretato dall'attore Hugh Jackman.
- Edward Teach compare nella terza e quarta stagione della serie televisiva Black Sails (2014-2017), in cui è stato interpretato dall'attore Ray Stevenson.
- È il protagonista del videogioco Black Beard (1988).
- La storia di Edward Teach è soggetto della quarta stagione della serie Outer Banks su Netflix.
- La serie televisiva Our Flag Means Death (2022) racconta la storia dei pirati Stede Bonnet e Barbanera. Quest'ultimo protagonista è interpretato da Taika Waititi.